# The Impatient Maiden
The Impatient Maiden is een Amerikaanse dramafilm uit 1932 onder regie van James Whale.

## Verhaal
De secretaresse Ruth Robbins deelt een appartement met haar vriendin Betty Merrick. De pas afgestudeerde arts Myron Brooks wil trouwen met Ruth, maar zij heeft haar twijfels over het huwelijk. Als ze wordt opgenomen in het ziekenhuis, lijkt het erop dat Myron haar zal moeten opereren.

## Rolverdeling
| Acteur            | Personage          |
| ----------------- | ------------------ |
| Lew Ayres         | Dokter Myron Brown |
| Mae Clarke        | Ruth Robbins       |
| Una Merkel        | Betty Merrick      |
| Andy Devine       | Clarence Howe      |
| John Halliday     | Albert Hartman     |
| Oscar Apfel       | Dokter Wilcox      |
| Ethel Griffies    | Zuster Lovett      |
| Helen Jerome Eddy | Mevrouw Gilman     |
| Bert Roach        | Mijnheer Gilman    |
| Cecil Cunningham  | Mevrouw Rosy       |
| Lorin Raker       | Mijnheer Rosy      |
| Blanche Payson    | Mevrouw Thomas     |
| Arthur Hoyt       | Mijnheer Thomas    |
| Monte Montague    | Ambulancier        |